# لوار وشير (إقليم فرنسي)
لوار وشير 41 (بالفرنسية: Loir-et-Cher)‏ هو إقليم فرنسي تابع لمنطقة سانتر . بلغ عدد سكانه 328,504 نسمة عام 2021.

تعليق

تعليق

## معرض صور

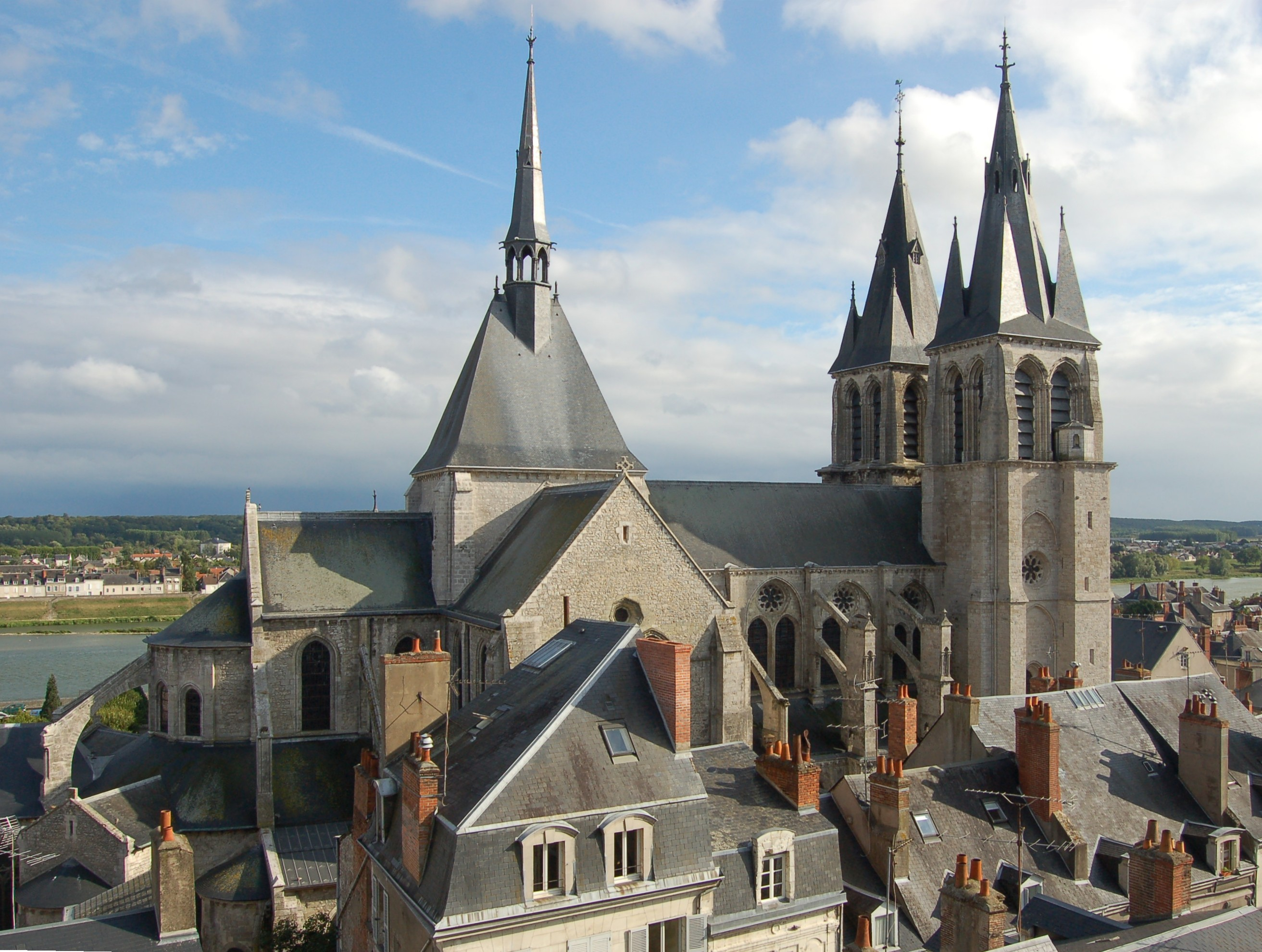
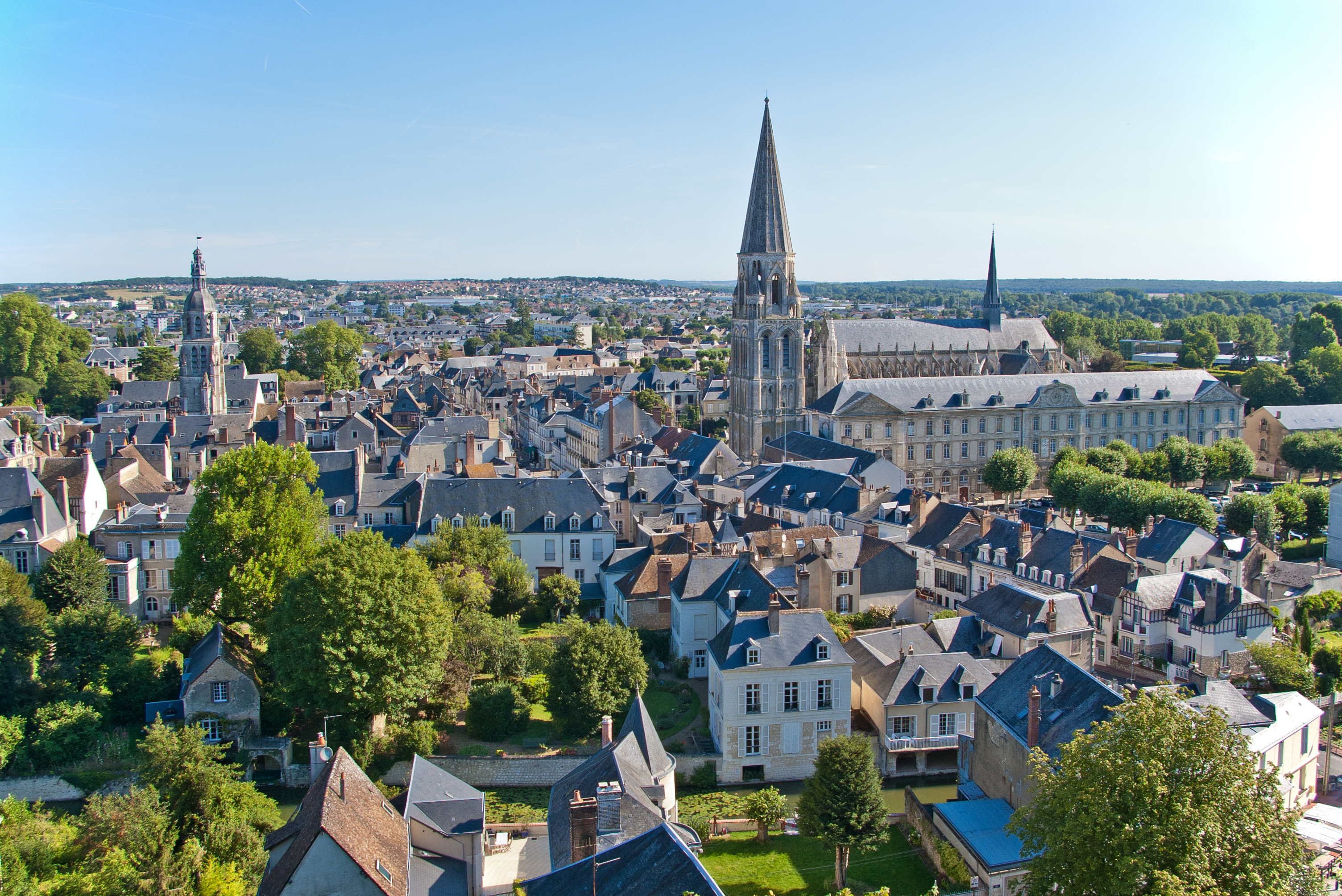
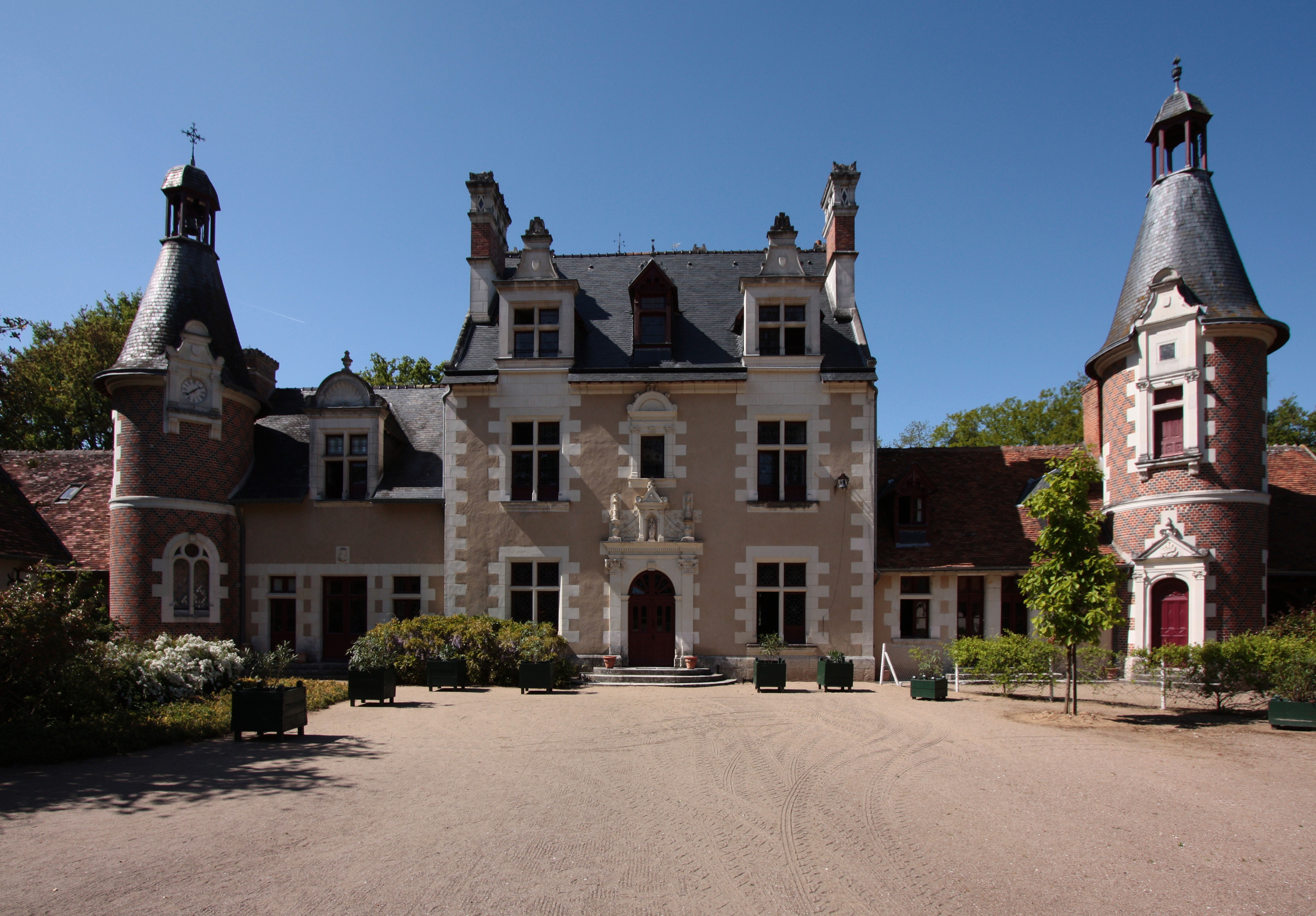
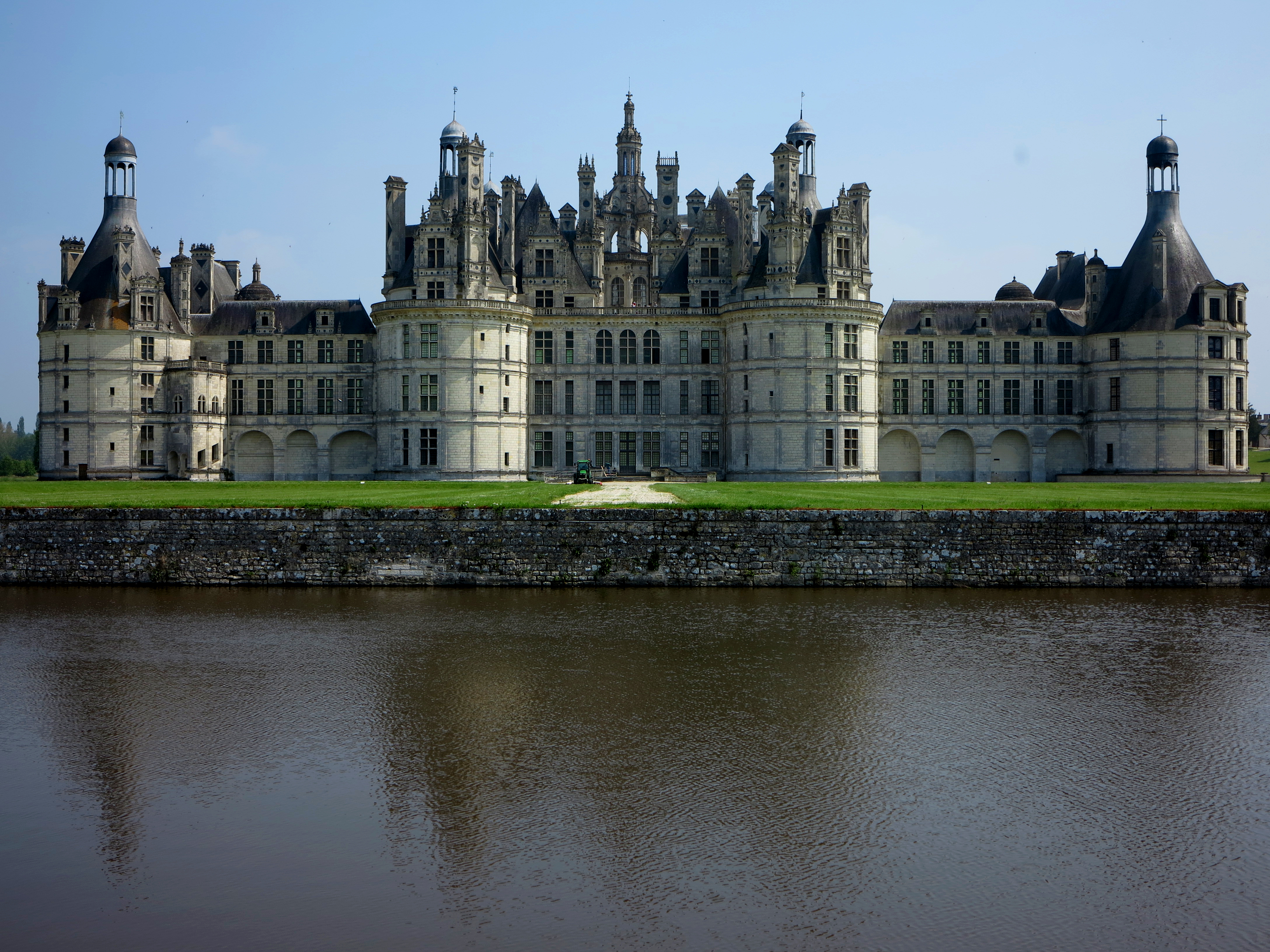
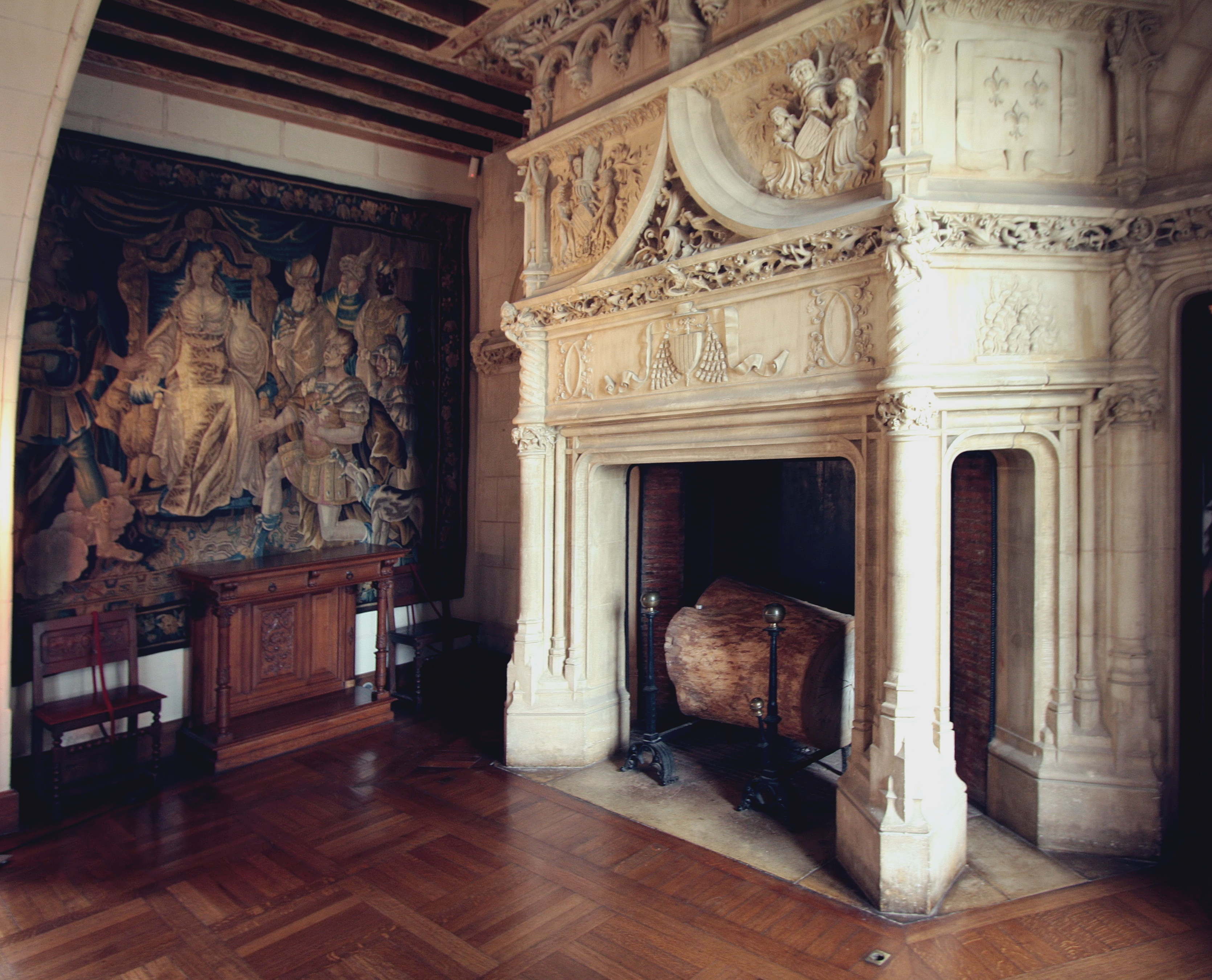

## أعلام
- أوكتاف مانوني